# 北小庄乡
北小庄乡是中国河北省邢台市邢台县下辖的一个乡。2020年6月，北小庄乡划归信都区管辖。

## 行政区划
下辖以下地区：
北小庄村、宋沟村、军营村、李家峪村、白杨庄村、霍家沟村、北会里村、鲍家庄村、小石善村、西石善村、东石善村、石槽村、焦庄村、雀寨村、沟底村、北天井村、赵沟村、郝庄村、东湾村、东戈村、戈寥村、刘沟村、寺沟村、龙门村、田家庄村、北于沟村、北张家庄村、马厂沟村、条子峪村和北于家庄村。